# De Lairessestraat
De De Lairessestraat in Amsterdam-Zuid is in 1912 vernoemd naar de 17e-eeuwse schilder Gerard de Lairesse (1641-1711), die zich in 1667 vanuit Luik in Amsterdam vestigde. De straat loopt van het Concertgebouwplein naar het Valeriusplein, waar hij overgaat in de Cornelis Krusemanstraat.

## Gebouwen
Op De Lairessestraat 4 tot en met 8 staat Huize Loma van architect F.A. Warners uit 1914 (zie afbeeldingen hieronder). Dit gebouw, dat hij zelf als 'Etagehuis' betitelde, wordt door sommigen beschouwd als het eerste flatgebouw van Nederland. Verderop bouwde Warners nog Huize Zonnehoek (1916), Zuidwyck (1919) en, gedeeltelijk aan het Valeriusplein, Westhove (1921). Ook gedeeltelijk aan het Valeriusplein bevindt zich het Physiologisch Laboratorium met aangrenzend het voormalige Laboratorium van de Vrije Universiteit met boven de ingang het beeld De mensch, de stof opwekkend en beheerschend van Theo van Reijn.
Het Nederlands Scheepvaartmuseum was oorspronkelijk gevestigd in een gebouw op de hoek van de De Lairessestraat en de Cornelis Schuytstraat, vanwaaruit het in 1973 naar 's Lands Zeemagazijn in de binnenstad verhuisde. Thans is in het gebouw veilinghuis Christie's gevestigd.
Op huisnummer 108 werd in 1996 de top-dramaserie Zwarte Sneeuw opgenomen. Op nummer 72 hs woonde de arts Marie Stoppelman.

## Vervoer
Van 1913-2018 reed tramlijn 16 door de De Lairessestraat. Alhoewel er geen reguliere tramlijn meer rijdt blijven de tramrails liggen ten behoeve van omleidingen en remiseritten. Wel rijden er twee buslijnen van Connexxion door de straat.

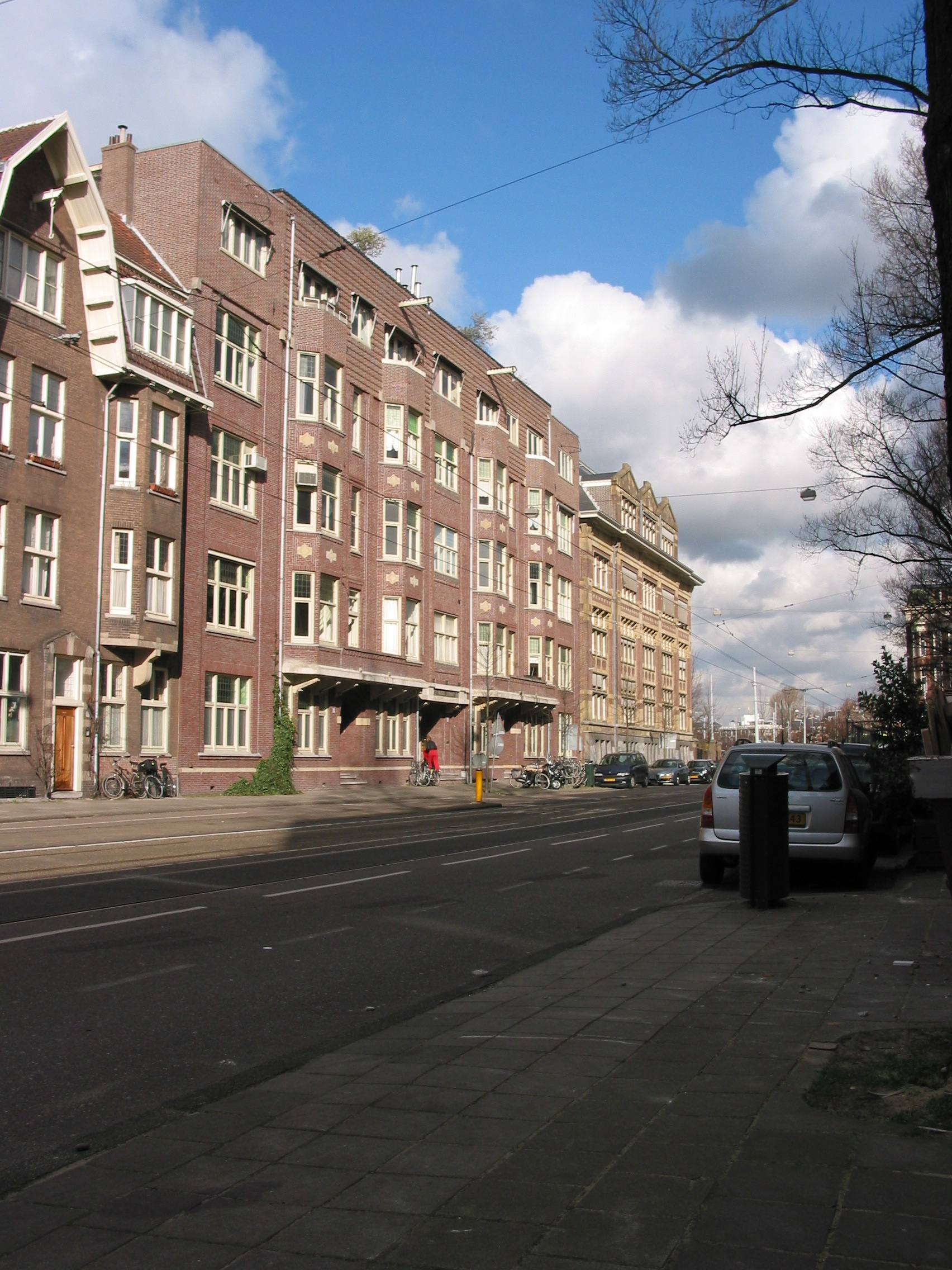
Huize Loma
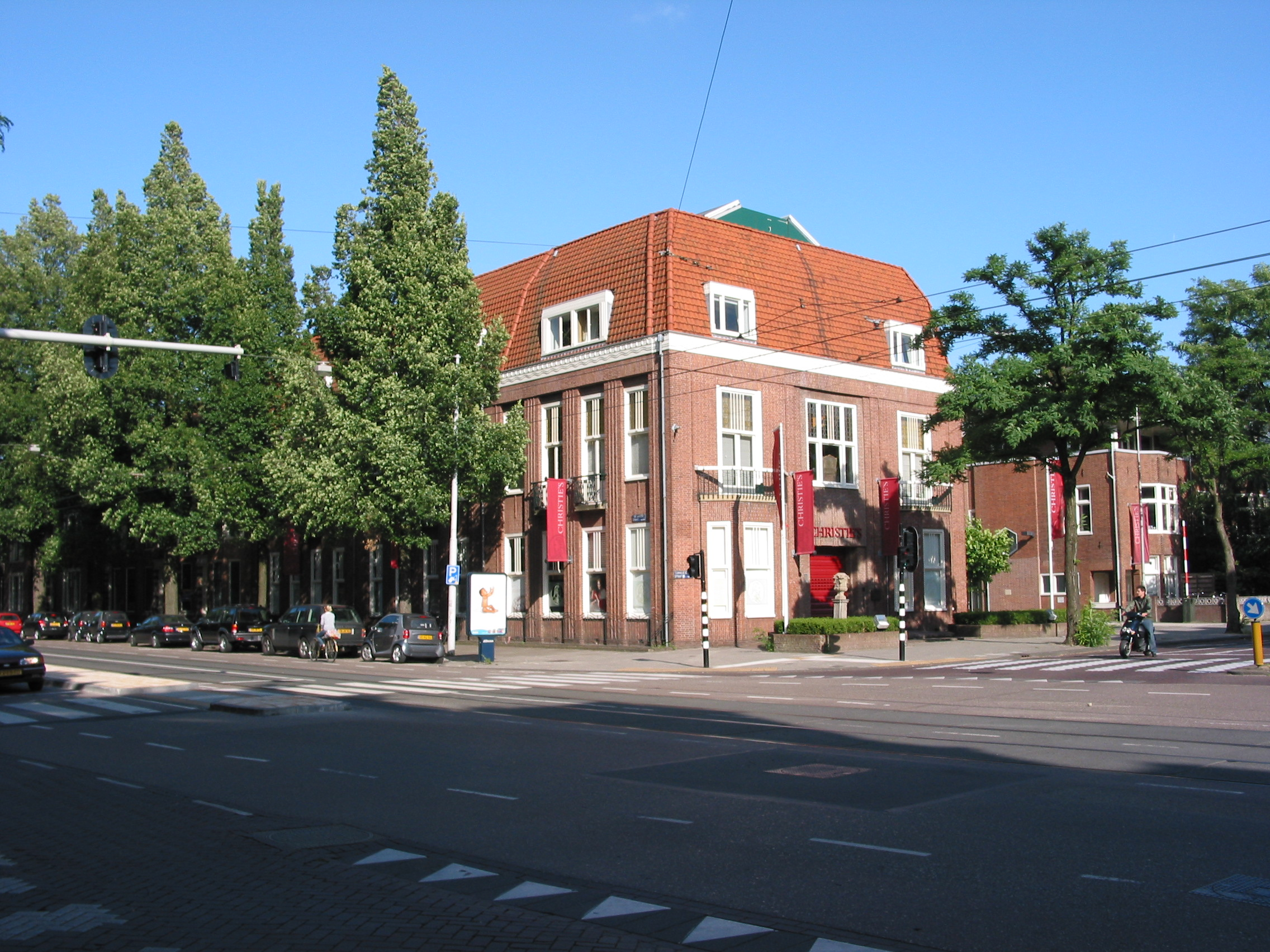
Christie's
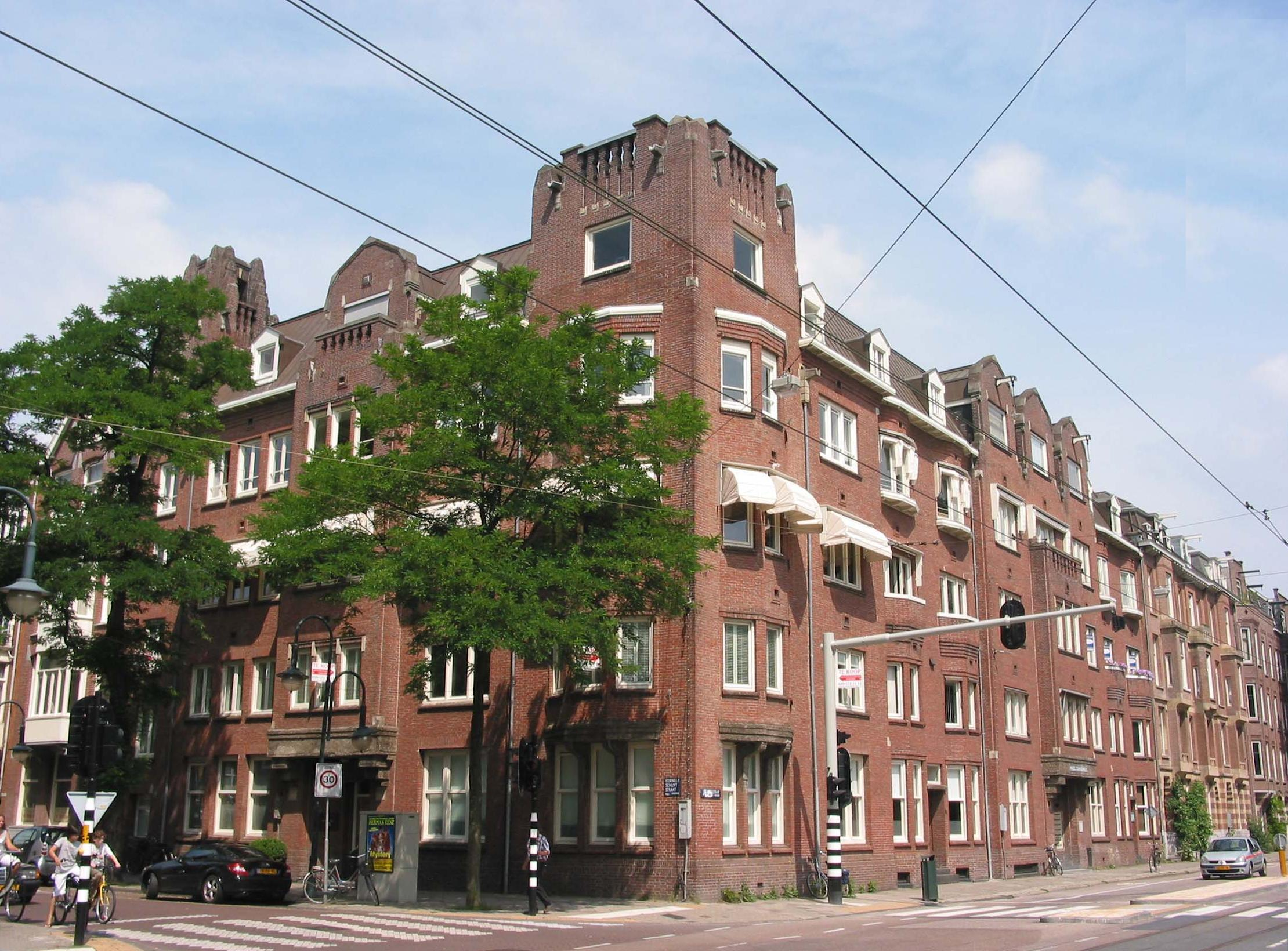
Huize Zonnehoek
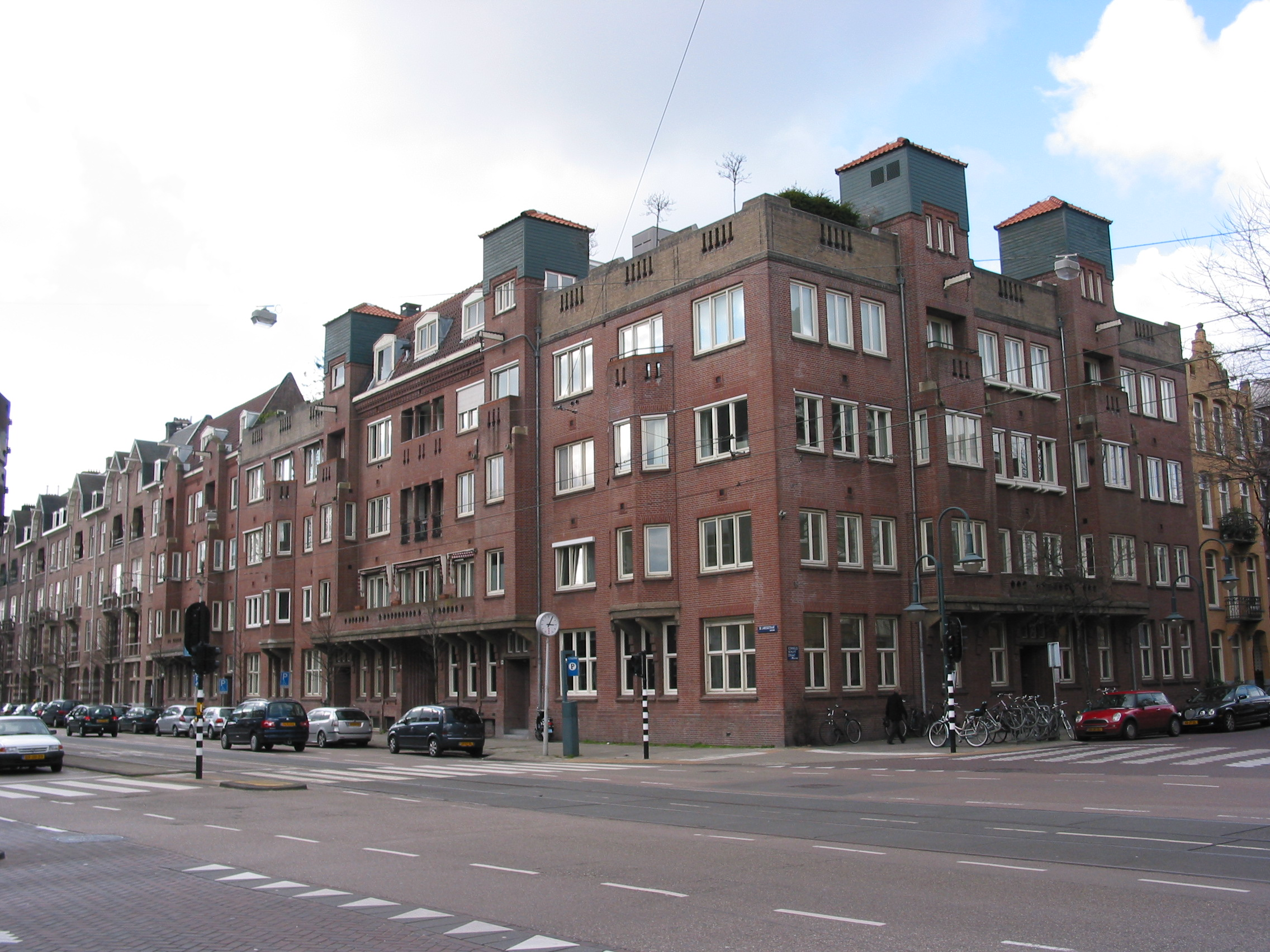
Huize Zuidwyck
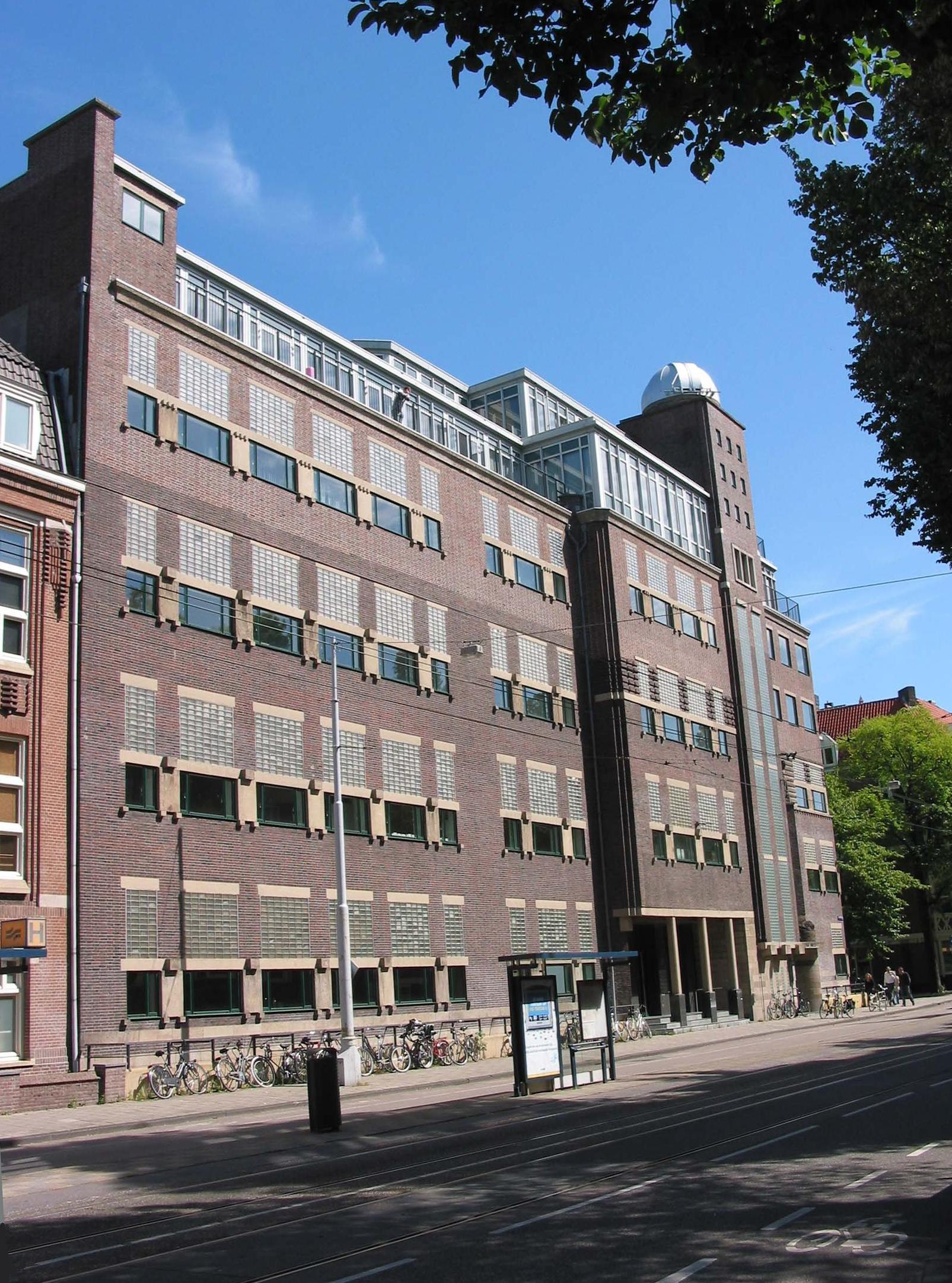
Voormalig laboratorium van de Vrije Universiteit